# Angela Hitler
Angela Franziska Johanna Hammitzsch, wcześniej Hitler, po pierwszym mężu – Raubal (ur. 28 czerwca 1883 w Wiedniu, zm. 20 października 1949 w Hanowerze) – siostra Aloisa Hitlera juniora, przyrodnia siostra Adolfa Hitlera i druga żona architekta – Martina Hammitzscha.

## Życiorys
Angela Hitler była córką Aloisa Hitlera i jego drugiej żony – Franziski Matzelsberger, która zmarła po urodzeniu dziecka w sierpniu 1884 roku na gruźlicę.
Angela była bardzo związana ze swoim przyrodnim bratem – Adolfem Hitlerem. Później była jedyną osobą, do której Adolf Hitler przyznawał się publicznie. Adolf Hitler wspierał ją i swoją drugą siostrę – Paulę Hitler finansowo. Hitler wyszła za mąż w 1903 roku, w Linz za urzędnika – Leo Raubal, który zmarł w 1910 roku. Po śmierci męża Hitler przeprowadziła się ze swoją trójką dzieci – Geli Raubal, Elfriede Raubal i Leo Raubal do Wiednia i podczas I wojny światowej była kucharką w koszernej kuchni Żydowskiego Stowarzyszenia Studentów Uniwersytetu – „Mensa Academica Judaica”.
W 1924 roku Hitler wyprowadziła się z dziećmi do Monachium, gdzie zajmowała się domem Adolfa Hitlera. Później przejęła zarządzanie Berghofem koło Berchtesgaden. W 1935 roku doszło do konfliktu między Adolfem, a Angelą. Dlatego też Hitler przeprowadziła się we wrześniu tego samego roku do Radebeul. Tam mieszkała w „Haus in der Sonne”. 18 lutego 1936 roku wyszła za mąż, za architekta – Martina Hammitzscha, który pracował w Dreźnie. Ślub odbył się w miejskiej rezydencji Hermanna Göringa na placu Lipskim 11 a w Berlinie. Świadkami pary młodej był sam Göring i jego żona – Emmy Göring. Przyrodni siostrzeniec Hitler – William Patrick Hitler twierdził, że powodem zerwania jej kontaktów z bratem – Adolfem była zbyt otwarta postawa Angeli wobec Hermanna Göringa, który w tamtym czasie zamierzał kupić ziemię wokół domu Adolfa Hitlera, w Berchtesgaden. Według innych przyczyną tego zerwania był związek Hitlera z Evą Braun, która była gospodynią Berghofu od 1935 roku.
Wiosną 1945 roku Adolf Hitler rozkazał sprowadzić Angelę z Drezna do Berchtesgaden, aby nie dopuścić do jej przejęcia przez Armię Czerwoną. Jej mąż – Martin Hammitzsch popełnił samobójstwo w maju 1945 roku, w pobliżu Oberwiesenthal.
18 czerwca 1945 roku Hitler została przesłuchana przez amerykańskie władze wojskowe, po czym została odesłana do Drezna. Od grudnia 1945 roku aż do chwili śmierci Angela Hitler mieszkała w Germering. Zmarła 20 października 1949 roku w Hanowerze na skutek udaru mózgu, w wieku 66 lat.